# Іванівка (Березівський район)
Іва́нівка — село в Україні, у Знам'янській сільській громаді (до 29 жовтня 2017 року — Новокальчевській сільській громаді) Березівського району Одеської області. Населення становить 0 осіб.

## Населення
Згідно з переписом 1989 року населення села становило 132 особи, з яких 57 чоловіків та 75 жінок.
За переписом населення 2001 року в селі мешкали 124 особи.
У 2021 році померла остання мешканка села.

### Мова
Розподіл населення за рідною мовою за даними перепису 2001 року:
| Мова       | Відсоток |
| ---------- | -------- |
| українська | 88,71 %  |
| молдовська | 8,87 %   |
| російська  | 1,61 %   |
| білоруська | 0,81 %   |